# Der Pfarrer von Kirchfeld (film 1926)

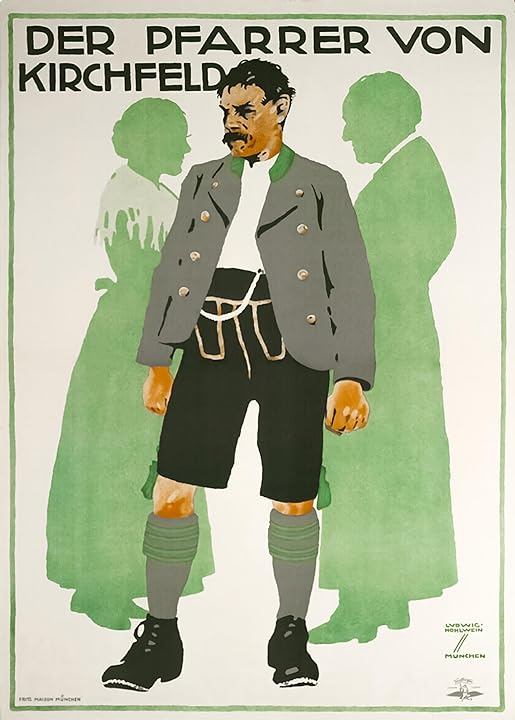
Locandina per il film Der Pfarrer von Kirchfeld

Der Pfarrer von Kirchfeld è un film muto del 1926 diretto da Jacob Fleck e Luise Fleck. È una delle diverse versioni cinematografiche del romanzo omonimo del 1871 di Ludwig Anzengruber tre delle quali furono firmate dagli stessi Jacob e Luise Fleck.

## Produzione
Il film fu prodotto dalla Hegewald-Film GmbH di Berlino.

## Distribuzione
In Germania il film, che aveva avuto un visto di censura che ne vietava la visione ai minori, uscì in sala il 22 novembre 1926.